# Gelis asozanus
Gelis asozanus là một loài tò vò trong họ Ichneumonidae.